# Elezioni federali in Canada del 1957
Le elezioni federali in Canada del 1957 si tennero il 10 giugno per il rinnovo della Camera dei comuni.

## Risultati
| Liste                                        | Voti      | %     | Seggi |
| -------------------------------------------- | --------- | ----- | ----- |
| Partito Liberale del Canada                  | 2 702 573 | 40,91 | 105   |
| Partito Conservatore Progressista del Canada | 2 572 926 | 38,95 | 112   |
| Federazione del Commonwealth Cooperativo     | 707 659   | 10,71 | 25    |
| Partito del Credito Sociale del Canada       | 436 663   | 6,61  | 19    |
| Altri                                        | 186 159   | 2,82  | 4     |
| Totale                                       | 6 605 980 | 100   | 265   |